# エチオピア航空

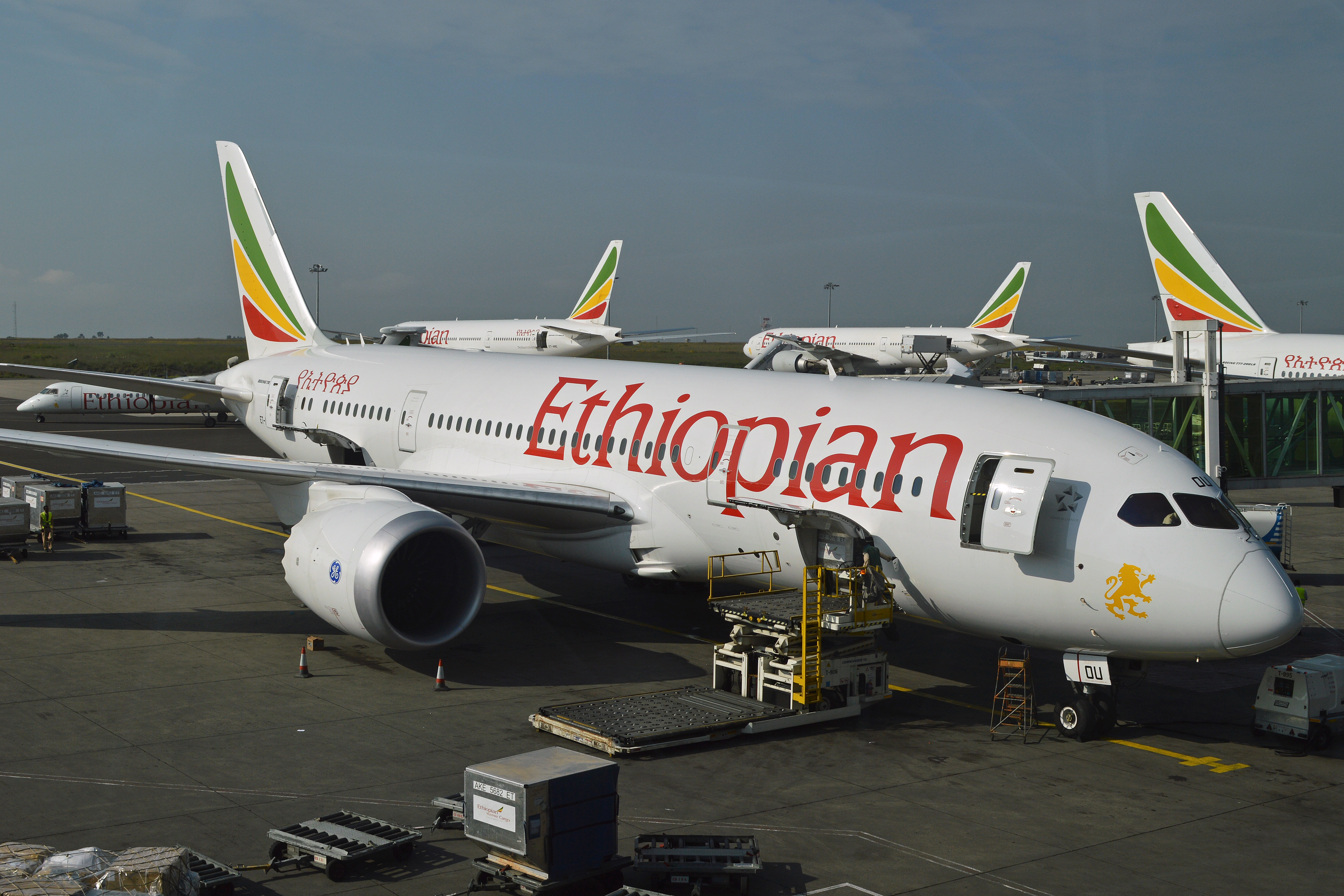
ボレ国際空港に駐機するボーイング787-8

エチオピア航空（エチオピアこうくう、アムハラ語: የኢትዮጵያ አየር መንገድ 英語: Ethiopian Airlines）は、エチオピアのアディスアベバを本拠地とするアフリカ最大の航空会社。株式の100%をエチオピア政府が所有する、エチオピアのフラッグ・キャリアでもある。国内線は22都市、国際線はアフリカ62都市を含め世界でおよそ120都市へ乗り入れている。

## 歴史

### 設立まで
第二次世界大戦終結後、エチオピア皇帝ハイレ・セラシエ1世は、近代化の一環として、米国、英国、フランスに航空会社の設立を支援するよう要請した。BBCニュースでは、皇帝はエチオピアの貧困の印象を払拭するために、高品質な国営航空会社の創設を目指していると報道された。

### 設立
- 1945年12月30日に設立された。
- 5機のダグラスDC-3型機を使用して、1946年4月8日に運航を開始した。
- 1950年、コンベアCV-240を導入。
- 1955年に、自社所有の整備施設を開設。
- 1958年にフランクフルトへの長距離路線の運航を開始。
- 1959年1月1日、国際航空運送協会(IATA)に加盟。
- 1962年12月、初のジェット機となるボーイング720型機を受領、1963年1月、ナイロビ線に投入された。
- 政府直轄の航空事業であったが、1965年にエチオピア政府100%出資の株式会社へ業態を変更した。
- 当初は運航にあたってトランス・ワールド航空の支援を受けていたが、1971年以降は全ての運航をエチオピア人により行っている。
- 1973年、コンチネンタル航空からボーイング720B2機を購入[2]。
- 1982年、アフリカの航空会社で初めて、ボーイング767を発注した。また、ボーイング767-200ERを発注したのは世界初[3][4]。
- 1984年6月1日、ボーイング767を使用して、ワシントンD.C.-アディスアベバ間の12,100km(7,500マイル)を直行で飛行し、双発機の最長飛行距離記録を樹立した[5]。
- 1991年、ボーイング757貨物機を世界で初めて受領[6]。
- 1997年、航空機メーカーのフォッカーが破綻し、最期にフォッカーの航空機を受領した会社となった[7]。
- 1998年には大西洋線に進出した。
- 2010年9月29日にスターアライアンス社長会が加盟を認可[8]し、2011年12月13日に正式加盟した。
- 新型コロナウイルス感染拡大により航空需要が急激に減少した2020年3月、他社に先駆けて貨物事業に重点を転換し、医療物資に特化した輸送事業を始めた。保有する旅客機110機のうち、22機を貨物専用に転用し、12機だった貨物機を34機にまで増やした。

## 日本との関係

### 日本への運航路線
| 便名      | 路線      | 路線            | 路線           | 機材            | コードシェア |
| --------- | --------- | --------------- | -------------- | --------------- | ------------ |
| ET672/673 | 東京/成田 | ソウル/仁川経由 | アディスアベバ | ボーイング787-8 | NH、OZ       |

コードシェア
- NH-全日本空輸
- OZ-アシアナ航空

### 日本との歴史
- 2014年10月16日に国土交通省から外国人国際航空運送事業の許可を得て[9]、同年10月26日より全日本空輸（ANA）とのコードシェアを開始[10]。
- 2014年12月20日にはアディスアベバ-香港-成田線を開設予定[11]であったが、就航が延期され[12][13]、2015年4月22日に就航した[14]。
- 2018年6月2日よりソウルに寄港地を変更した。[15]（日韓間での利用も可能）
- 2023年10月29日から、週6便に増便し、最新鋭のエアバスA350-900型機を投入[16]。

## 機材
ボーイング製航空機の顧客番号（カスタマーコード）は60である。
ボーイング787の同社向け初号機（ET-AOQ）は、2012年8月14日に受領済み。ボーイング787受領は、全日本空輸、日本航空に続き、3番目。同社は同型機のバッテリートラブルによる世界的な運航停止後、2013年4月27日に世界で初めて商業運航を再開した。しかし、その運航開始初便で使用された『ET-AOP』は、2013年7月12日にボレ国際空港からロンドン・ヒースロー国際空港に到着後、全電源を落として数時間後、機体後部にて火災が発生し、機体上部が損傷し、外部からも外板が薄く焦げて変色してしまった。これに関しては前述のバッテリーからは場所が離れていて英国航空事故調査局などの当局もバッテリーとの関連は否定している。

### 保有機材
| 機材                              | 保有数 | 発注数 | 座席数 | 座席数 | 座席数 | 備考                              |
| 機材                              | 保有数 | 発注数 | C      | Y      | 計     | 備考                              |
| --------------------------------- | ------ | ------ | ------ | ------ | ------ | --------------------------------- |
| エアバスA350-900                  | 20     | 11     | 30     | 318    | 348    | 6機のオプション付き               |
| エアバスA350-1000                 | 3      | 1      | 46     | 349    | 395    | A350-900発注分のうち4機を振り替え |
| ボーイング737-700                 | 2      | -      | 16     | 102    | 118    |                                   |
| ボーイング737-800                 | 6      | -      | 16     | 138    | 154    |                                   |
| ボーイングBBJ2                    | 1      | -      | VIP    | VIP    | VIP    |                                   |
| ボーイング737-8 MAX               | 20     | 30     | 16     | 144    | 160    | 26機のオプション付き              |
| ボーイング777-200LR               | 6      | -      | 34     | 287    | 321    |                                   |
| ボーイング777-300ER               | 5      | -      | 34     | 365    | 399    |                                   |
| ボーイング777-300ER               | 5      | -      | 28     | 333    | 361    |                                   |
| ボーイング777-9                   | -      | 8      | 未定   | 未定   | 未定   | 12機のオプション付き              |
| ボーイング787-8                   | 19     | -      | 24     | 246    | 270    |                                   |
| ボーイング787-9                   | 10     | 11     | 30     | 285    | 315    | 15機のオプション付き              |
| デ・ハビランド・カナダ DHC-8-Q400 | 30     | -      | 7      | 60     | 67     |                                   |
| デ・ハビランド・カナダ DHC-8-Q400 | 30     | -      | 7      | 64     | 71     |                                   |
| デ・ハビランド・カナダ DHC-8-Q400 | 30     | -      | -      | 78     | 78     |                                   |
| 貨物用機材                        |        |        |        |        |        |                                   |
| ボーイング737-800BCF              | 1      | -      | 貨物   | 貨物   | 貨物   |                                   |
| ボーイング737-800SF               | 3      | -      | 貨物   | 貨物   | 貨物   |                                   |
| ボーイング767-300BDSF             | 2      | -      | 貨物   | 貨物   | 貨物   | 旅客型からの改造                  |
| ボーイング767-300F                | 2      | -      | 貨物   | 貨物   | 貨物   |                                   |
| ボーイング777F                    | 12     | 3      | 貨物   | 貨物   | 貨物   |                                   |
| ボーイング777-8F                  | -      | 5      | 貨物   | 貨物   | 貨物   |                                   |
| 計                                | 142    | 69     |        |        |        |                                   |

### 退役機材
- ATR 42
- エアバスA330-200（XLエアウェイズよりリース）
- エアバスA340-300
- ボーイング707-320C
- ボーイング720
- ボーイング727-200
- ボーイング737-200
- ボーイング737-400
- ボーイング757-200
- ボーイング767-200ER
- フォッカー 50
- マクドネル・ダグラス MD-11F

### ギャラリー

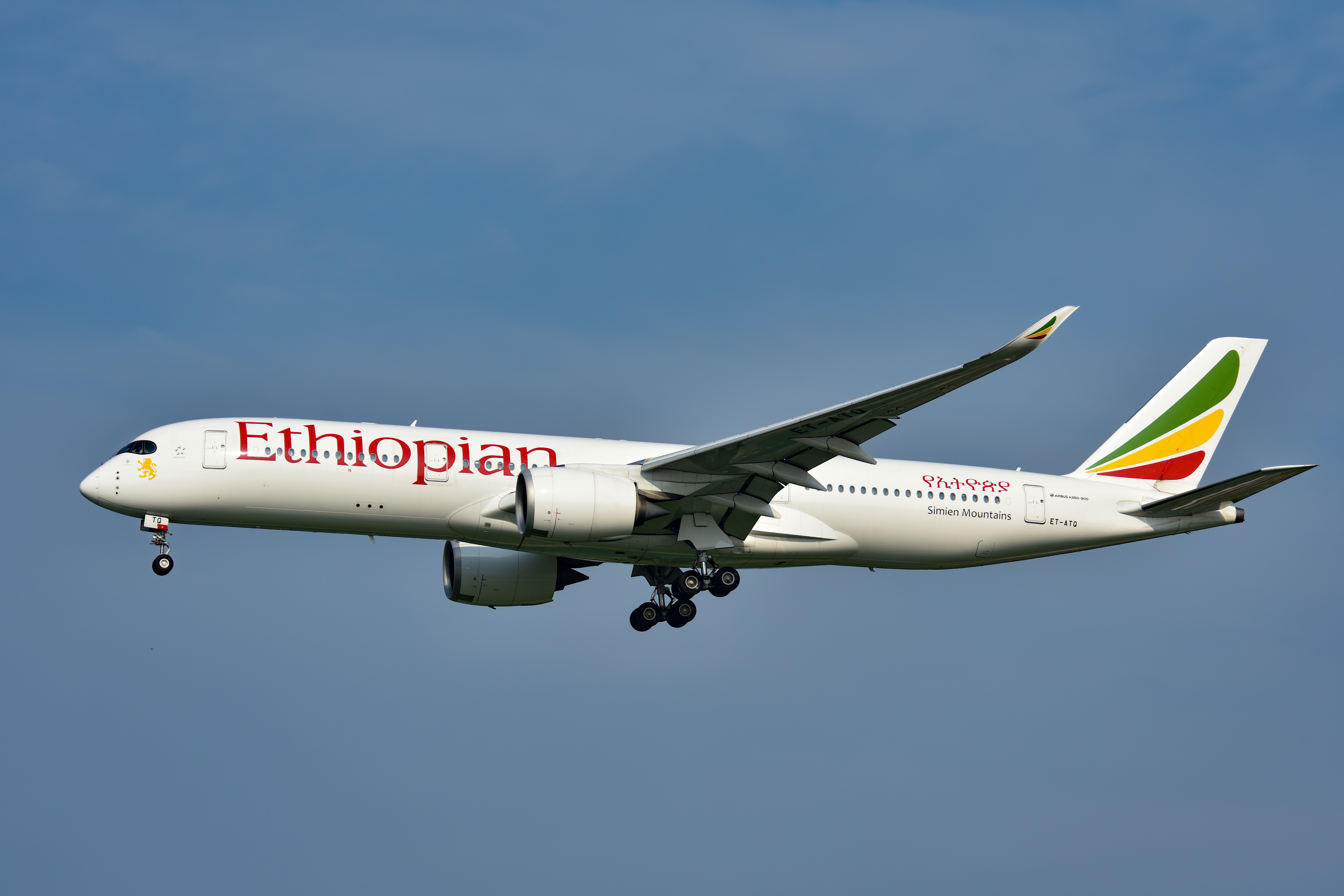
エアバスA350-900
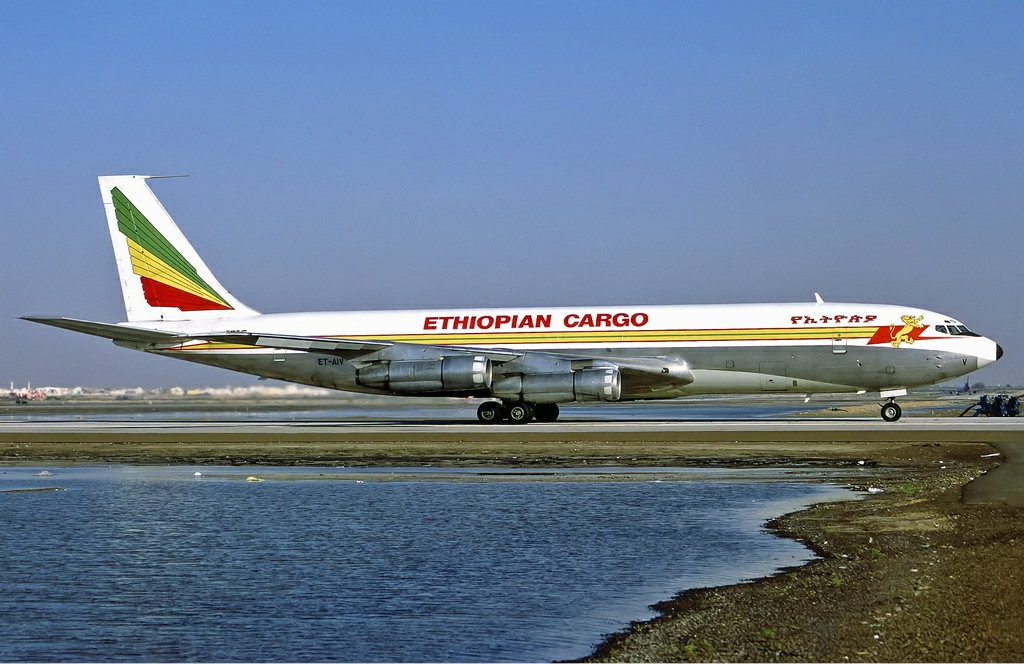
ボーイング707-320C（旧塗装、写真は貨物用）
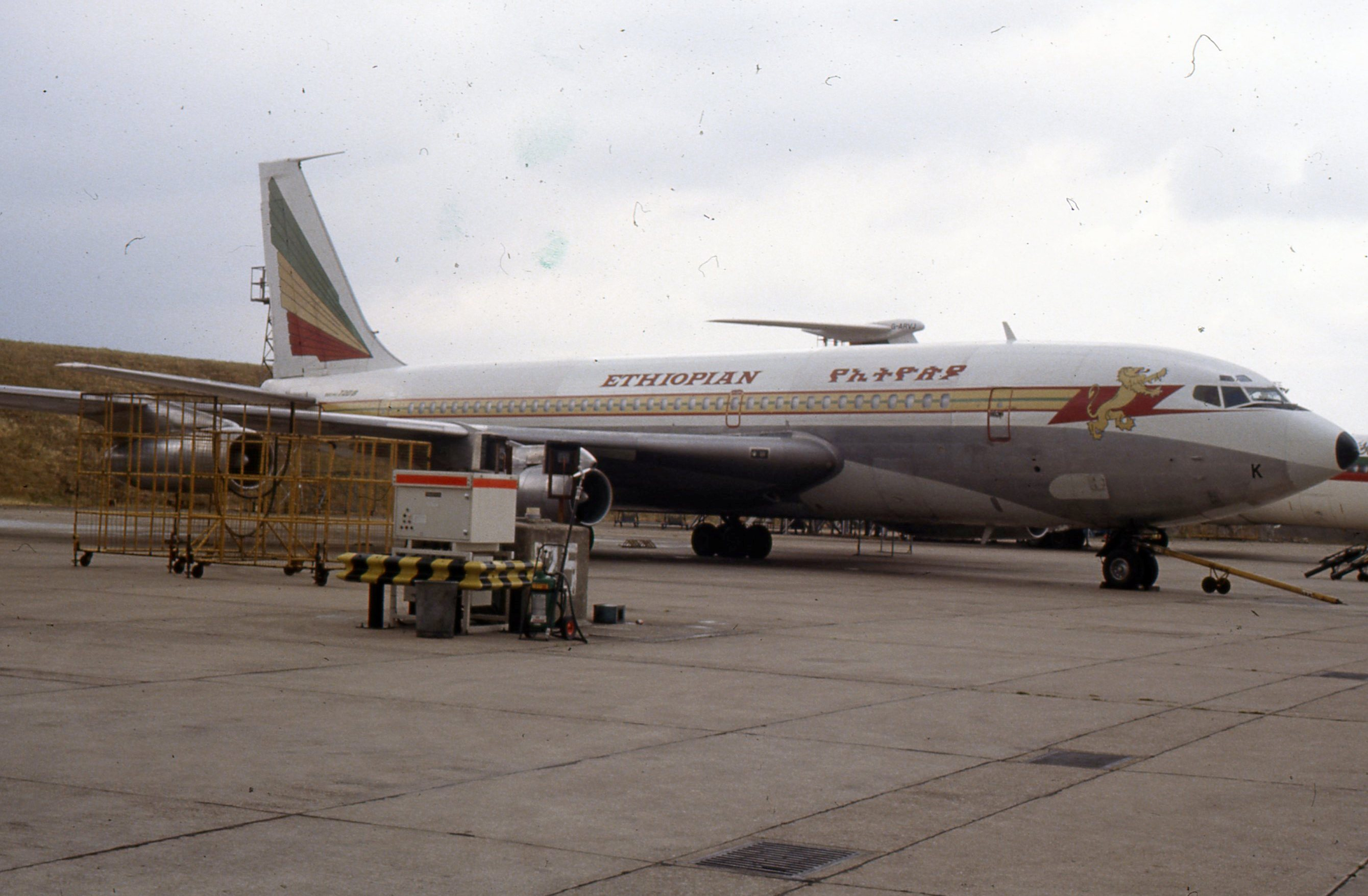
ボーイング720（旧塗装）
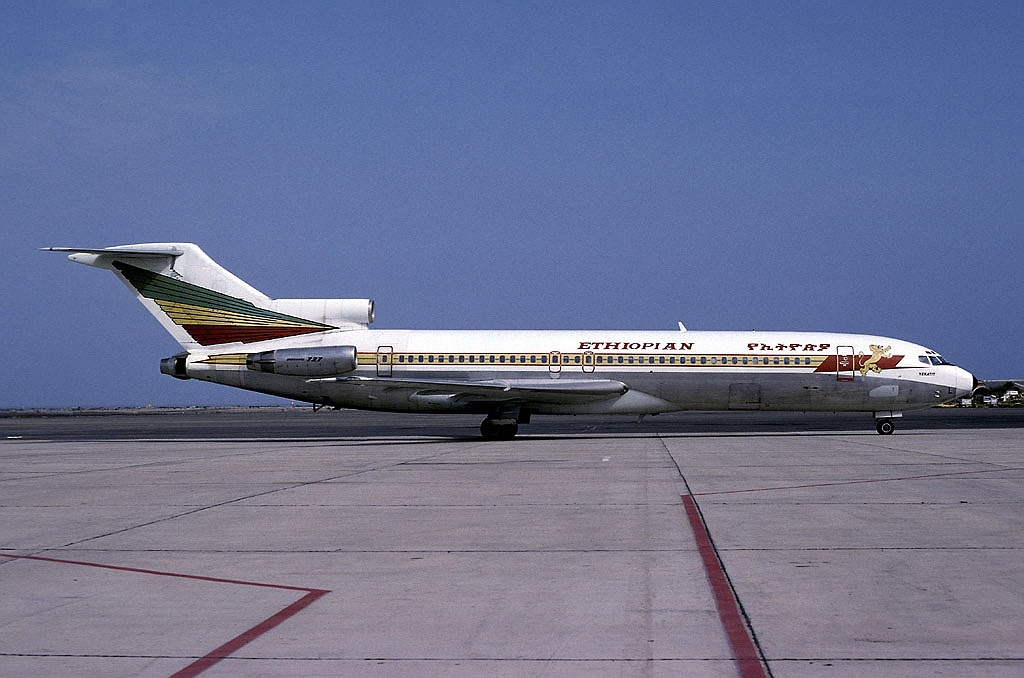
ボーイング727-200adv（旧塗装）
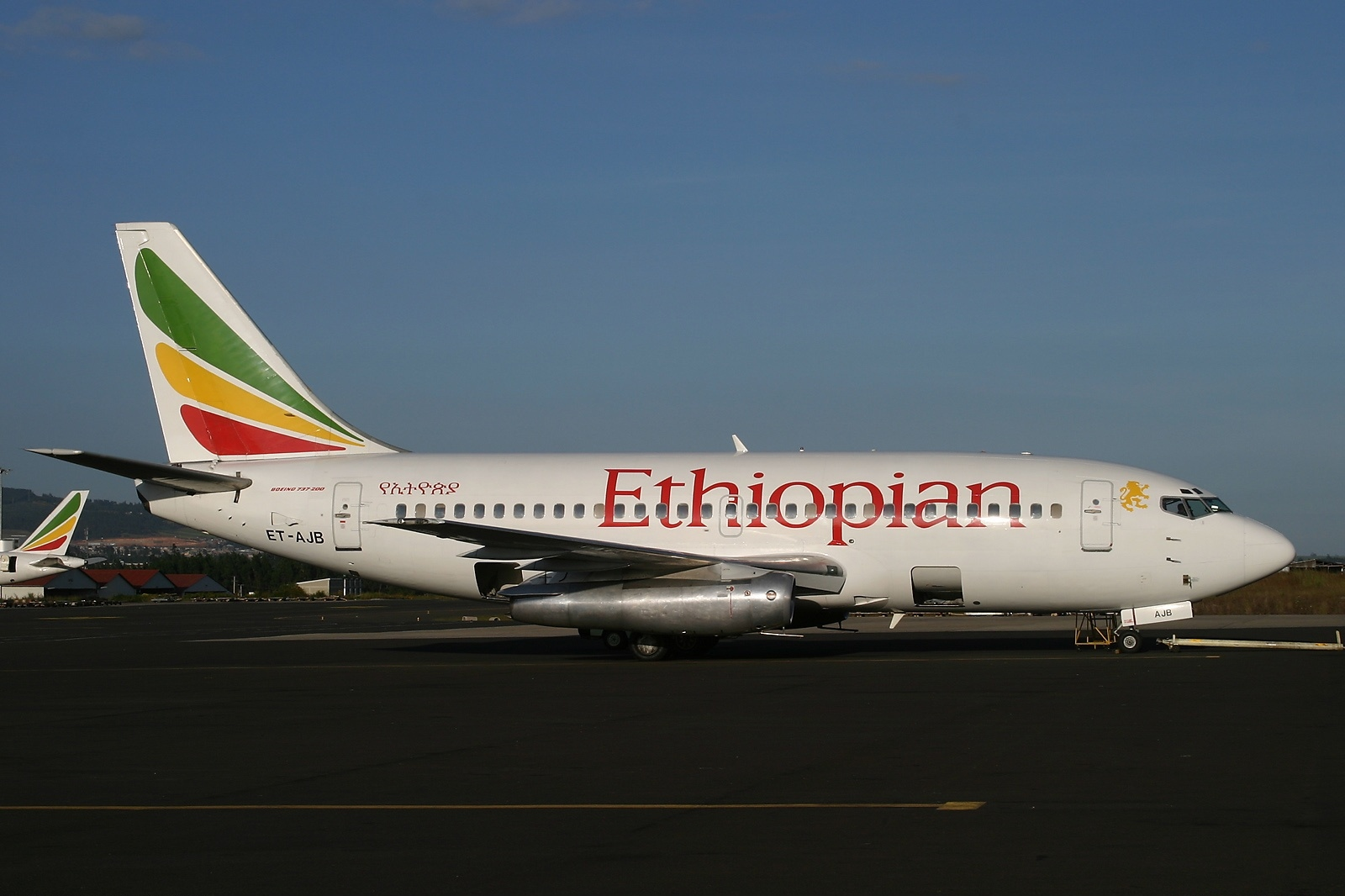
ボーイング737-200adv
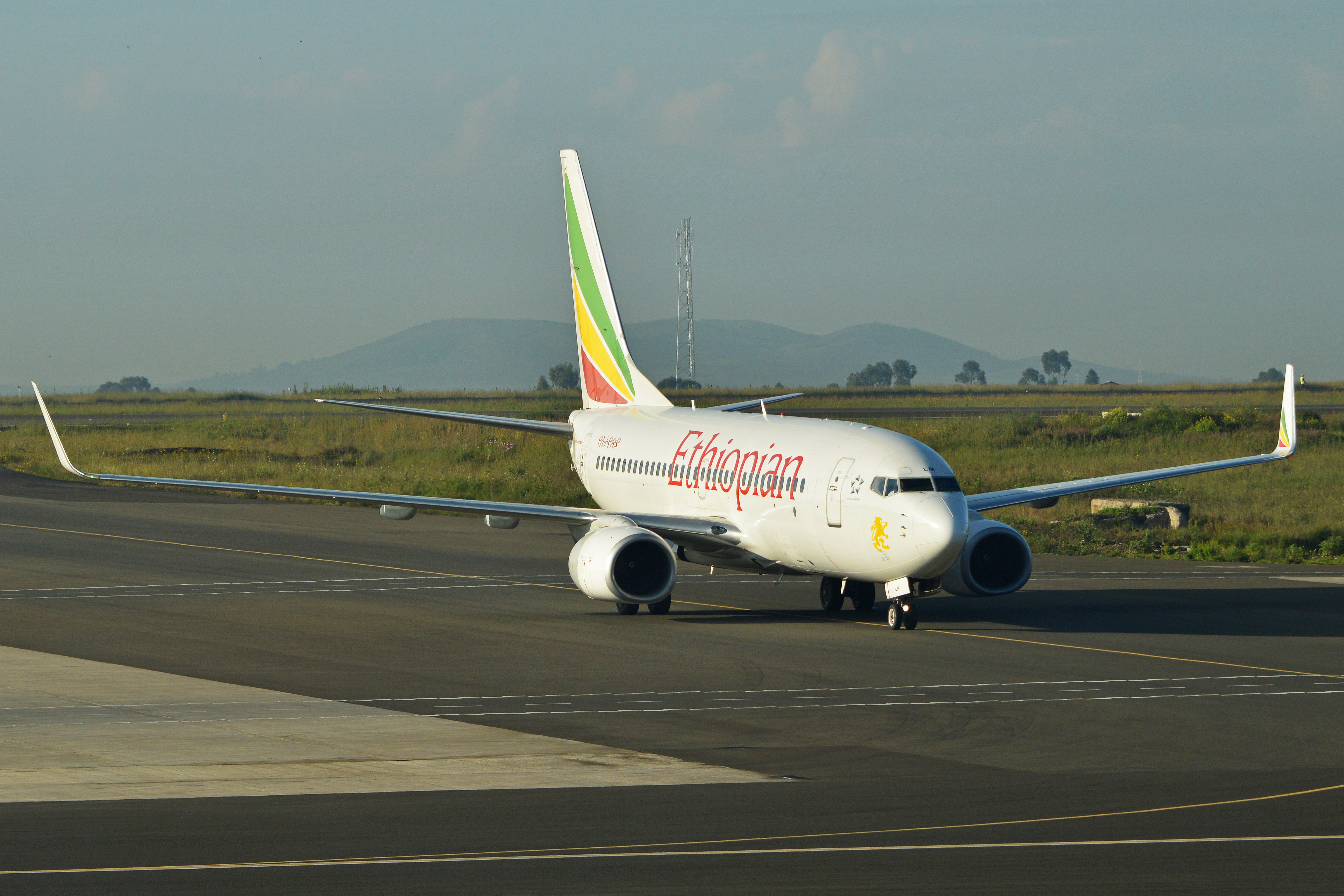
ボーイング737-700
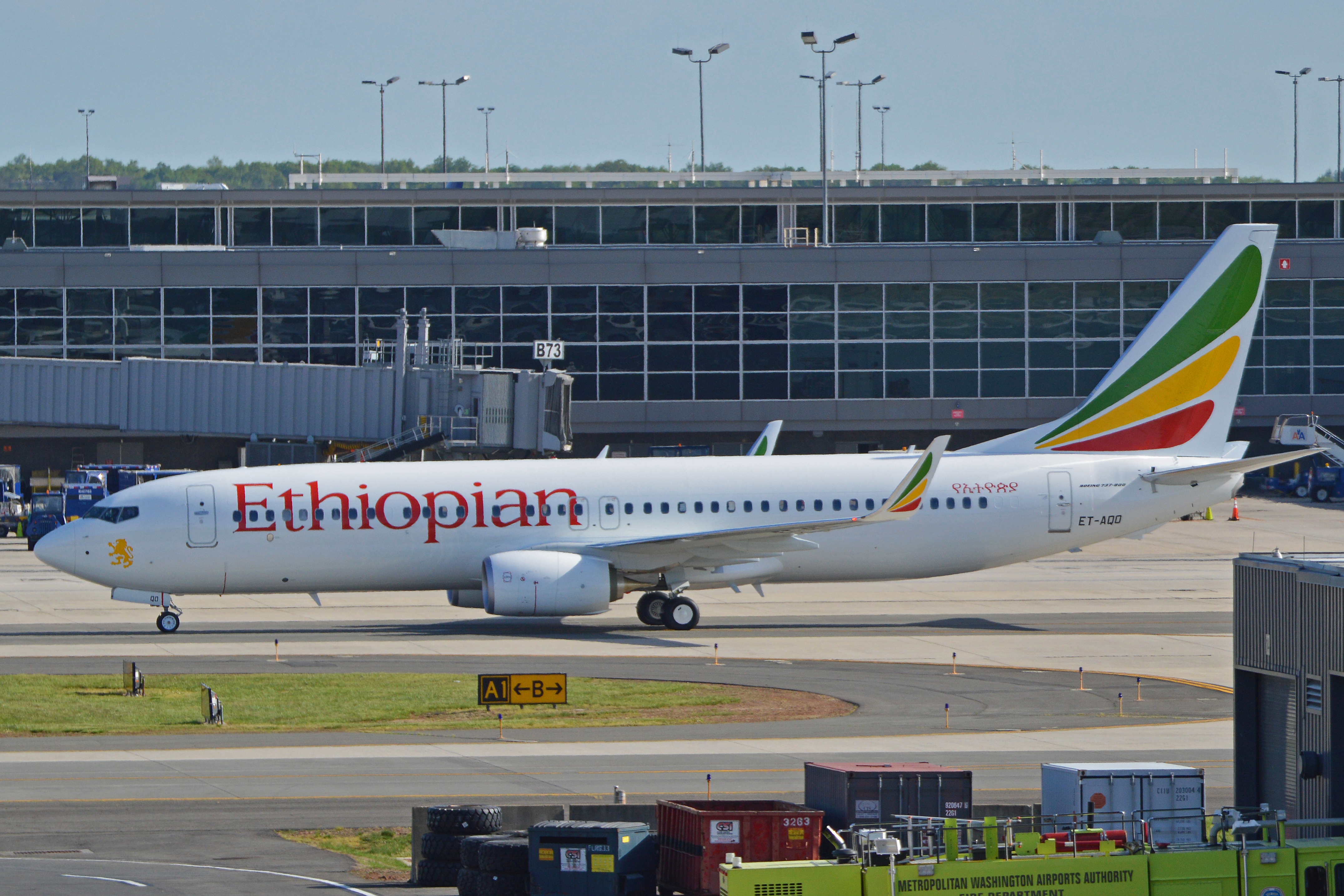
ボーイング737-800
ボーイング737MAX 8
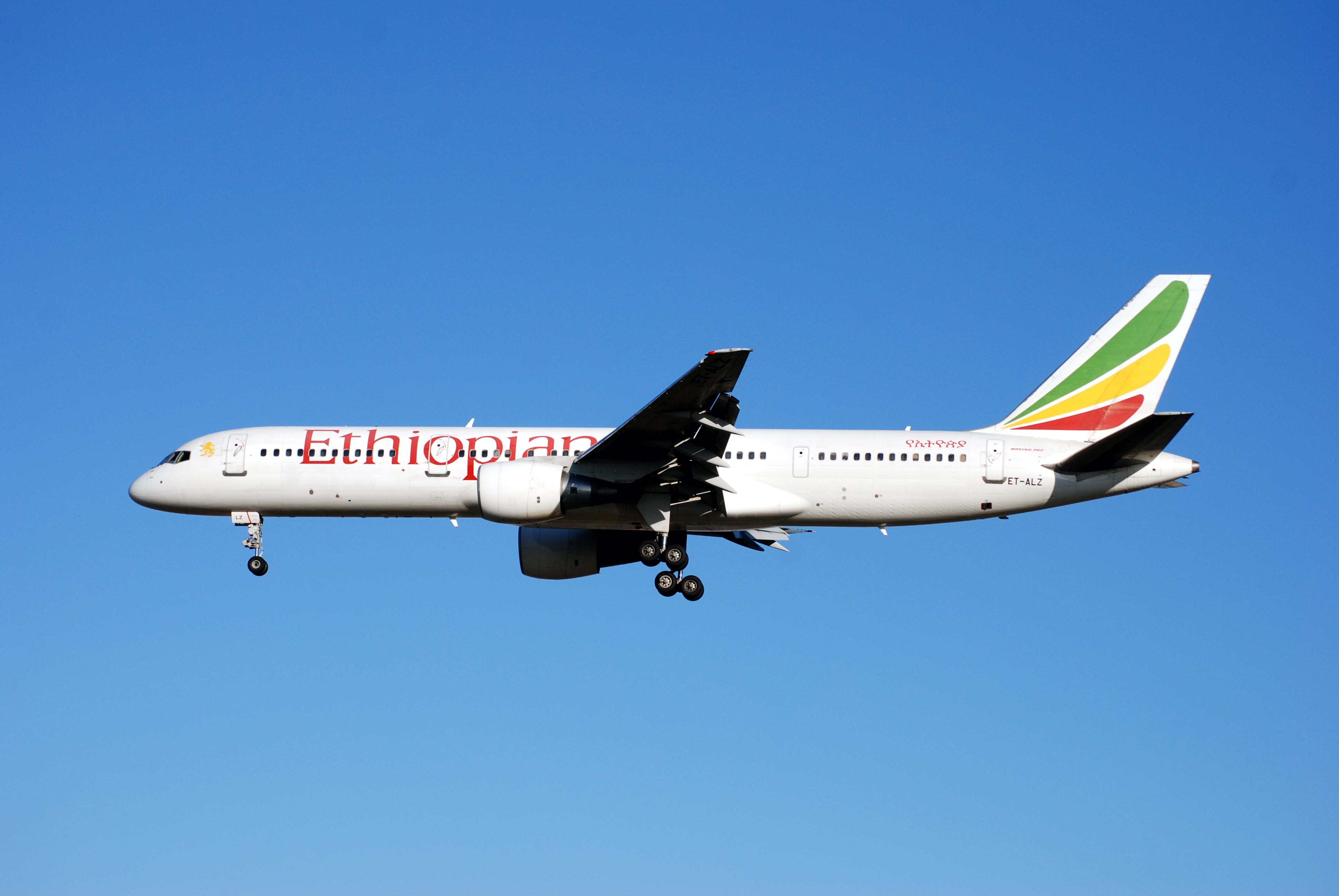
ボーイング757-200
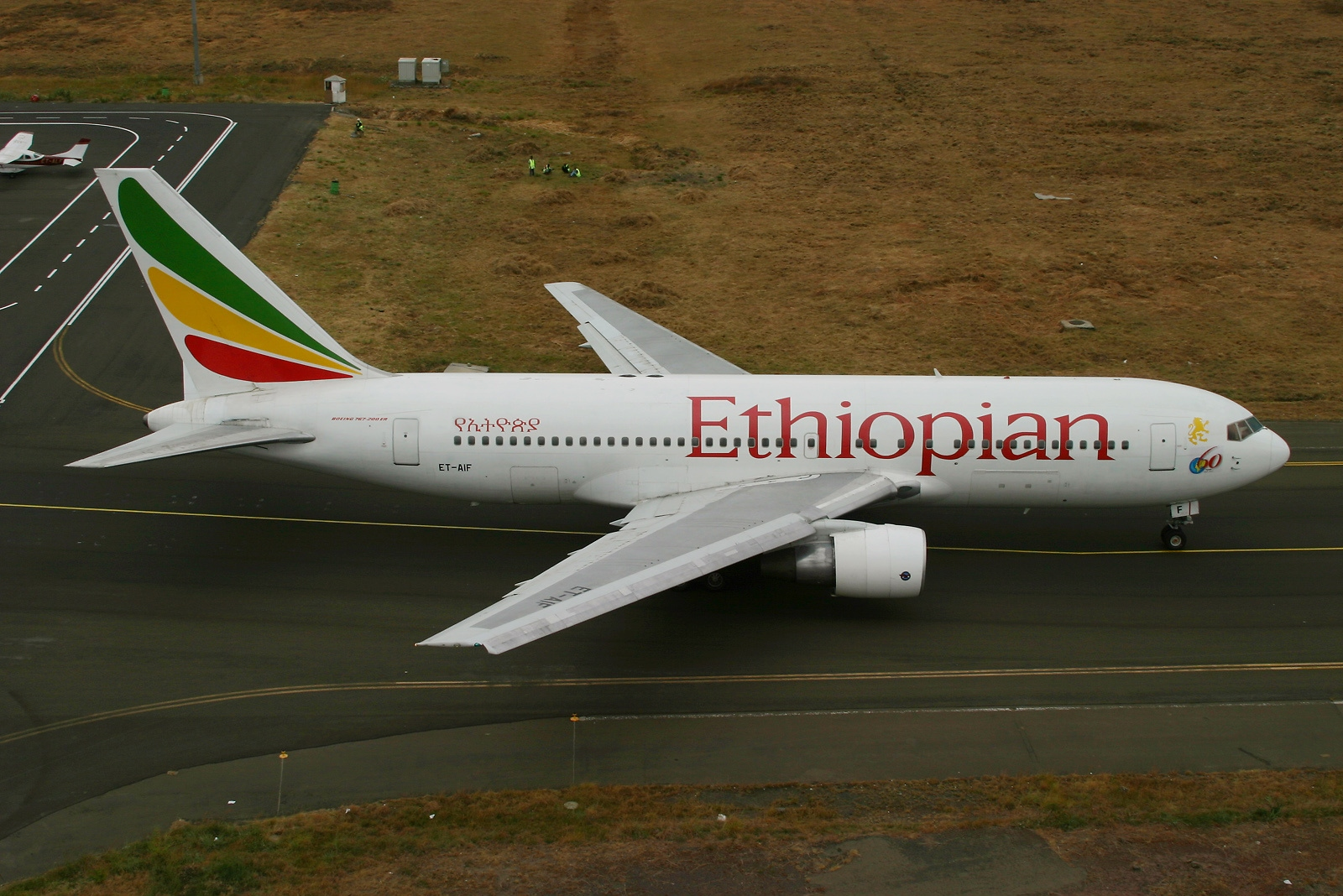
ボーイング767-200ER
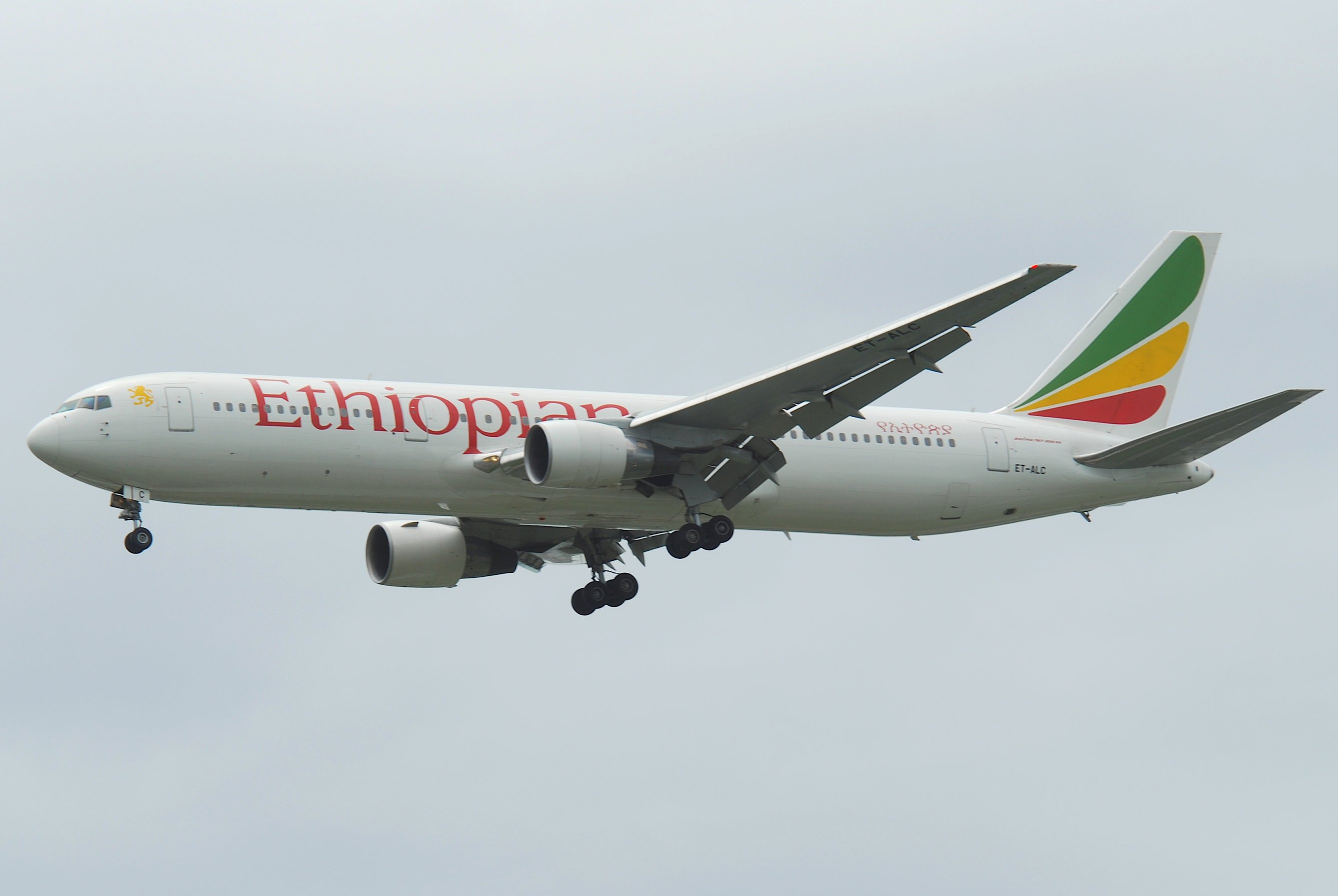
ボーイング767-300ER
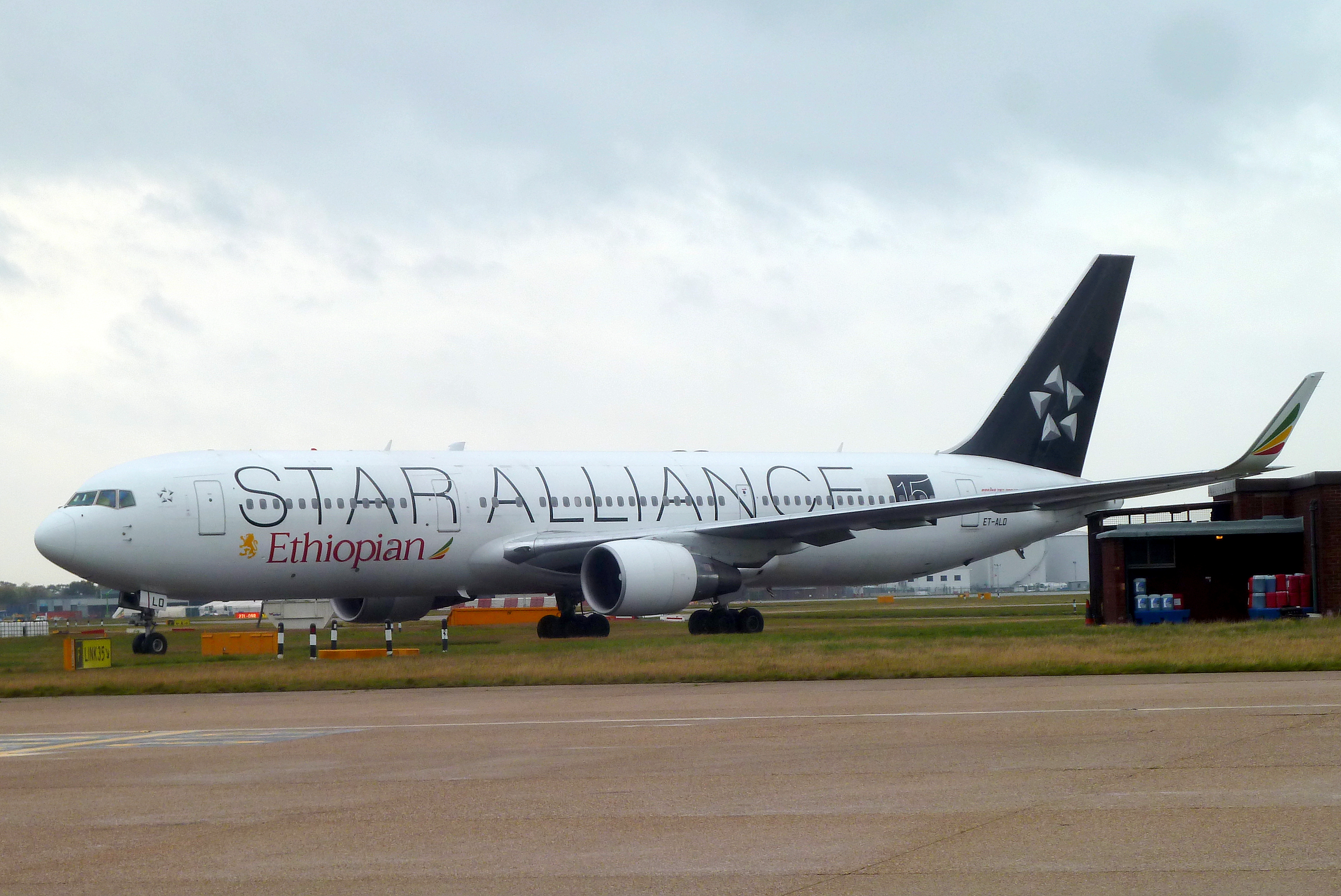
ボーイング767-300ER（スターアライアンス塗装）
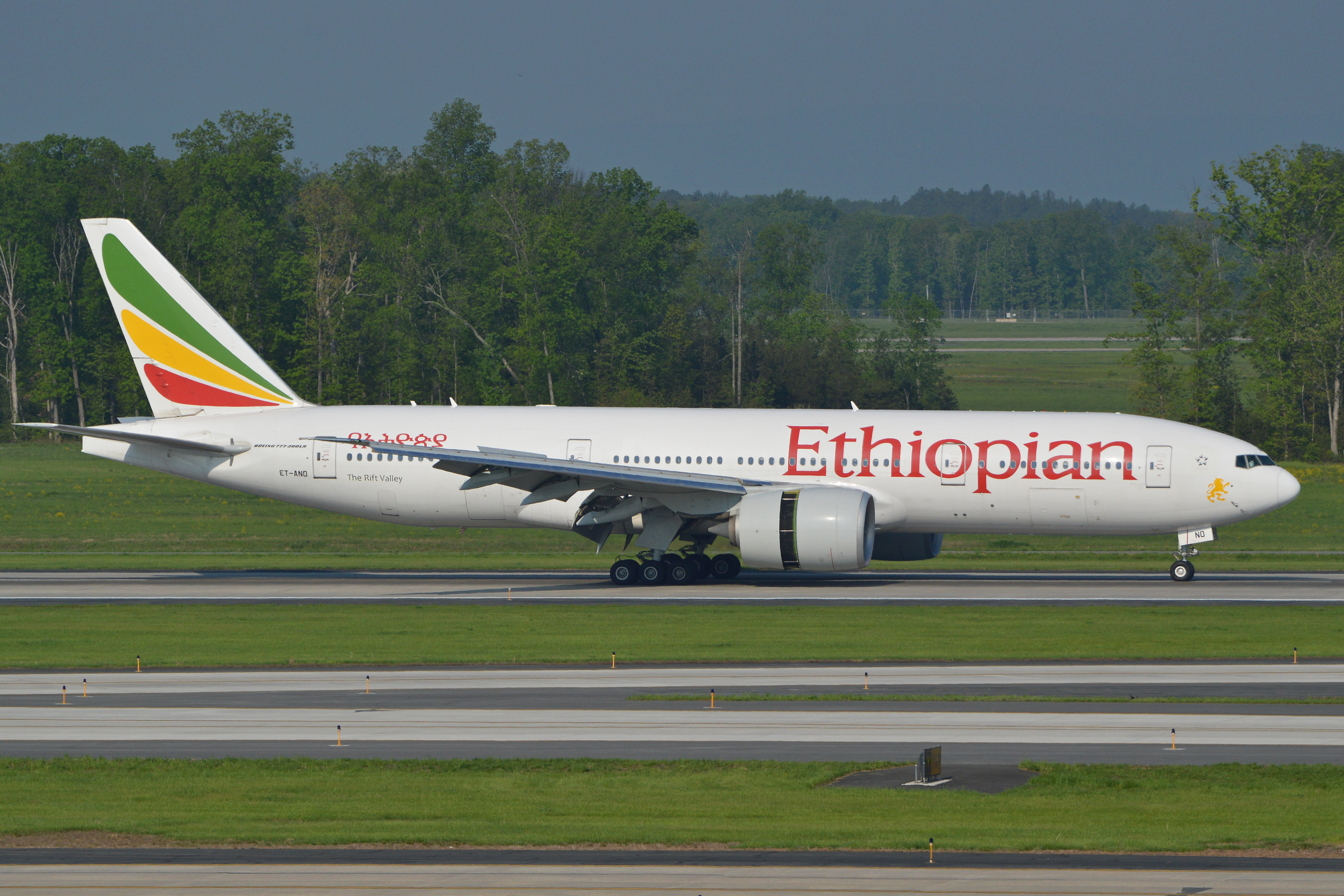
ボーイング777-200LR
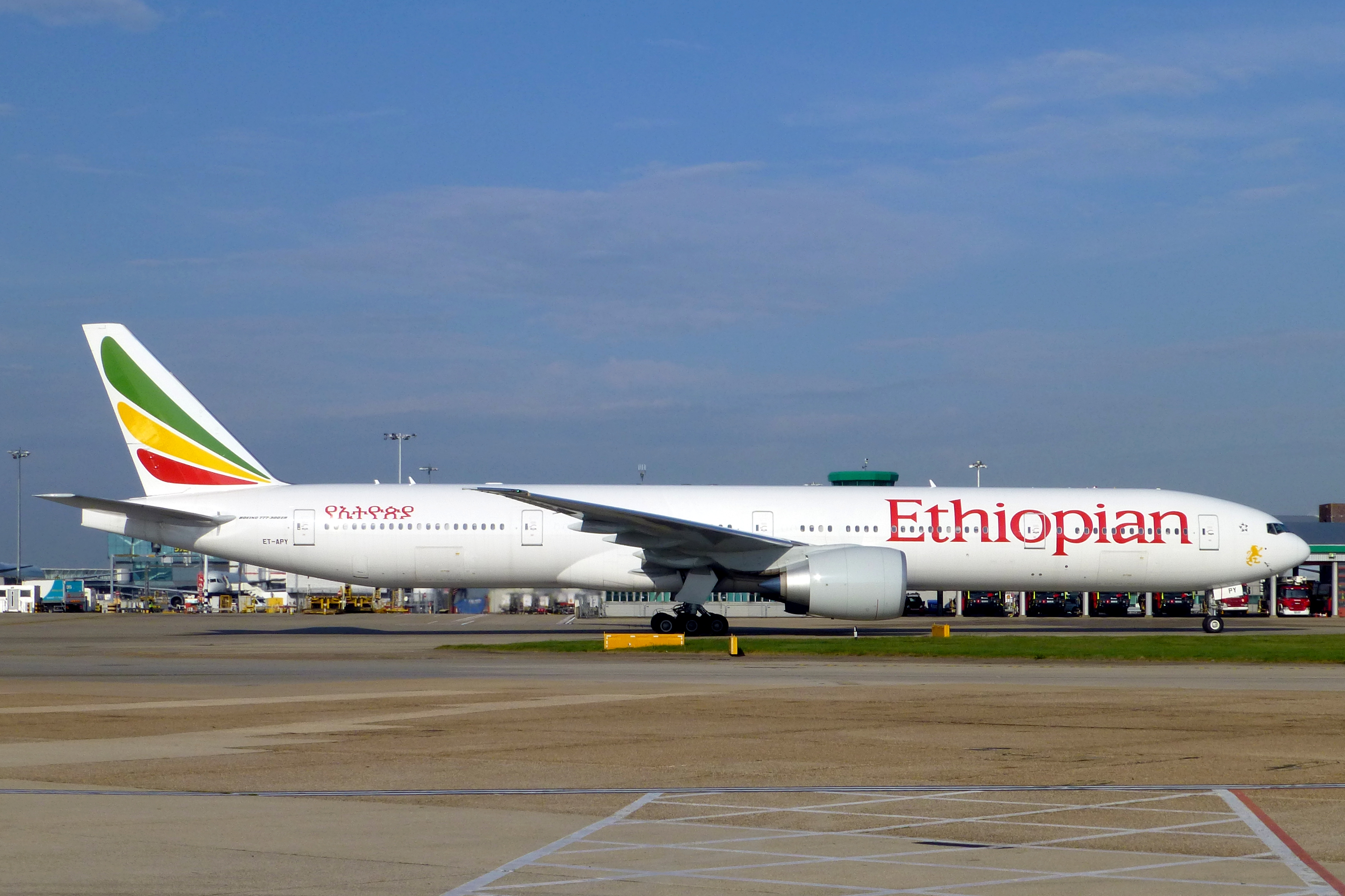
ボーイング777-300ER
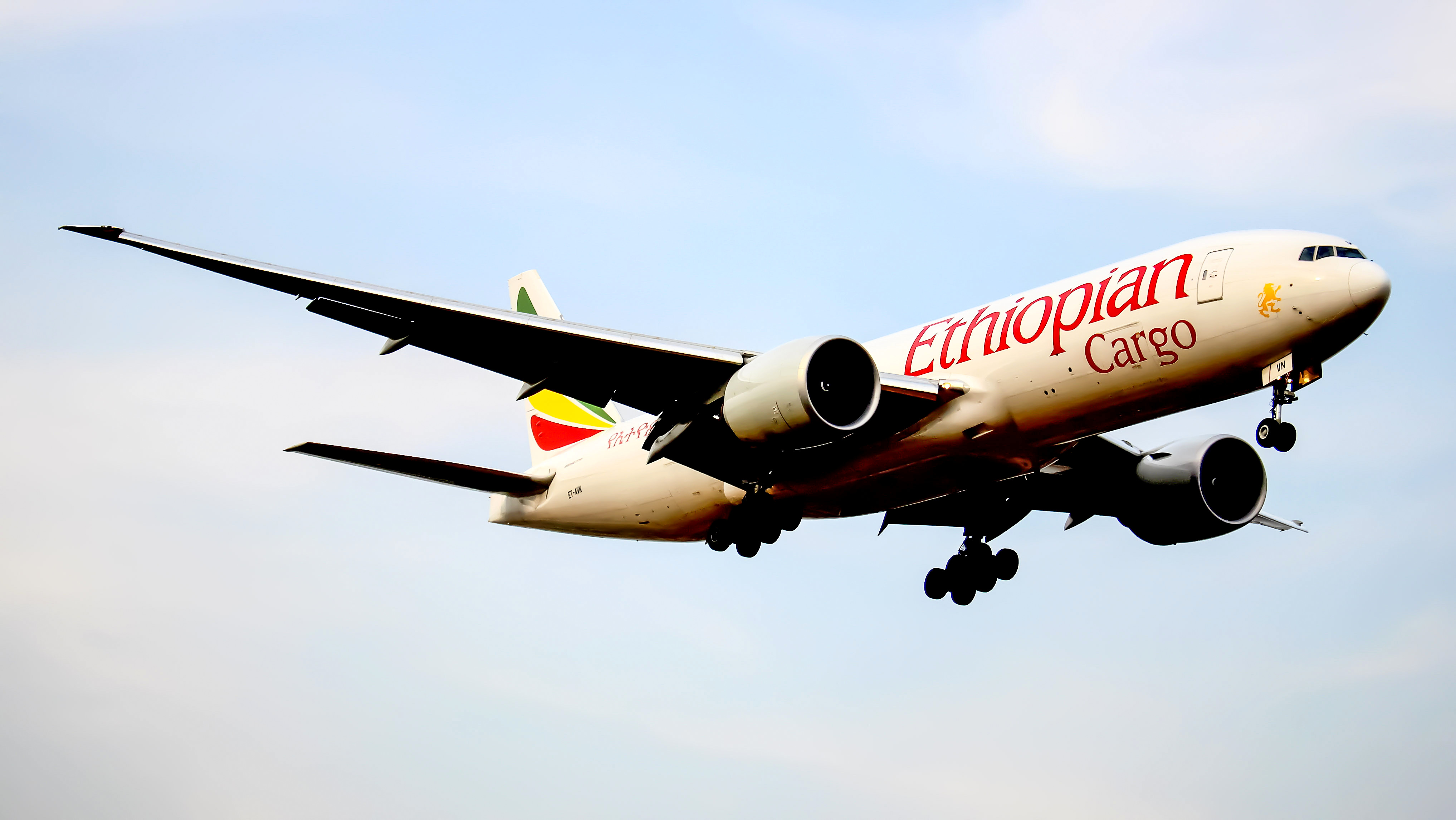
ボーイング777F
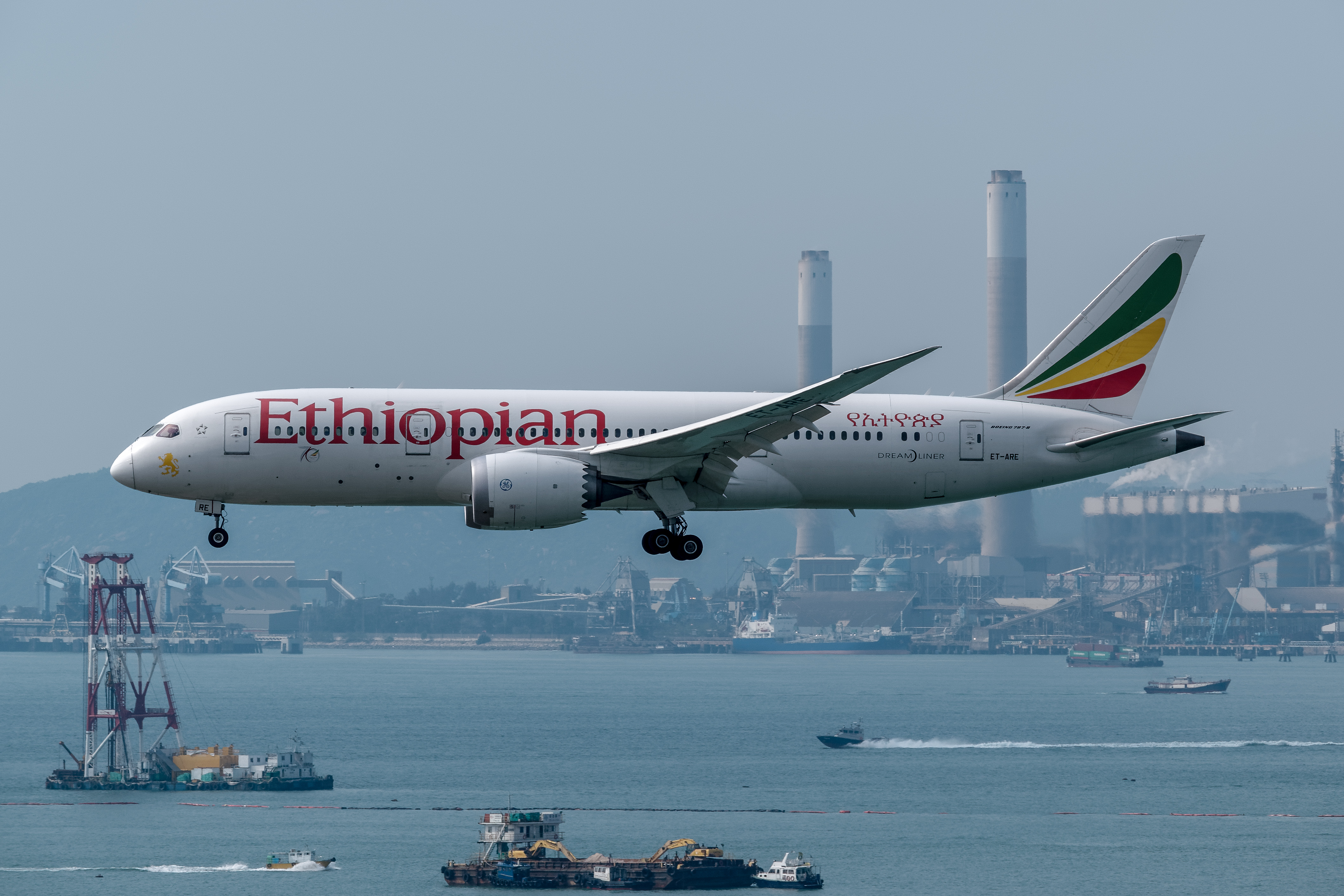
ボーイング787-8
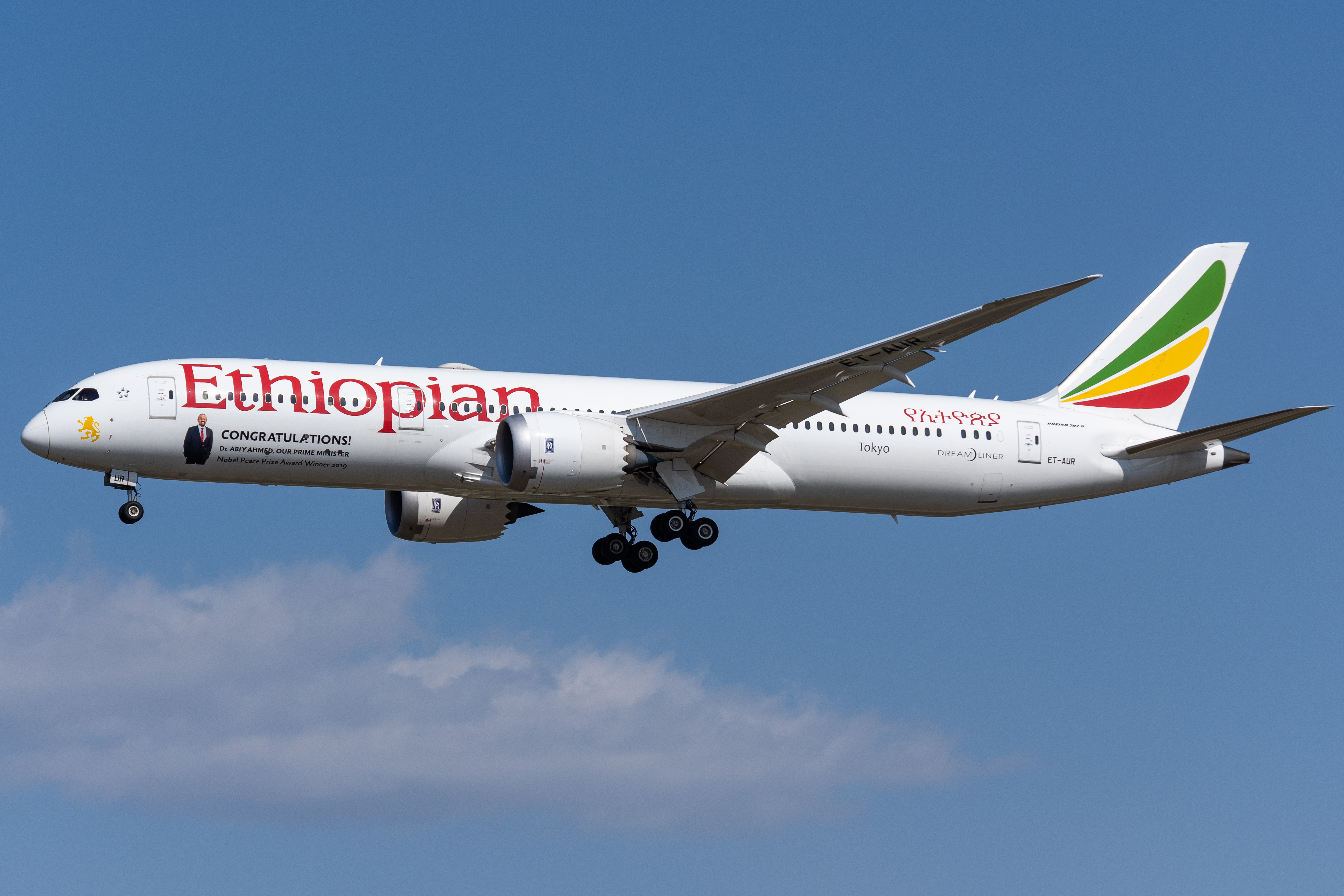
ボーイング787-9
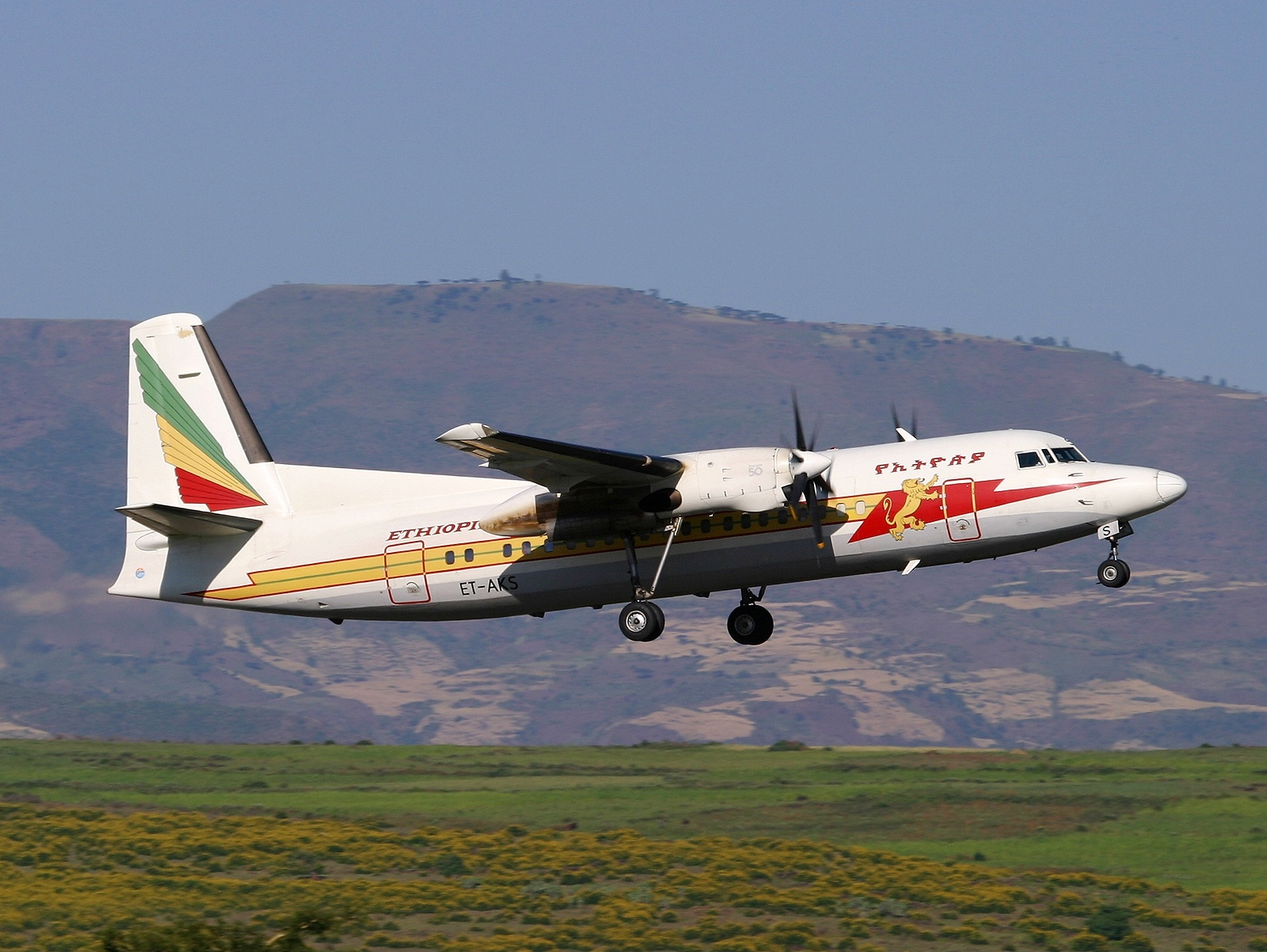
フォッカー 50（旧塗装）
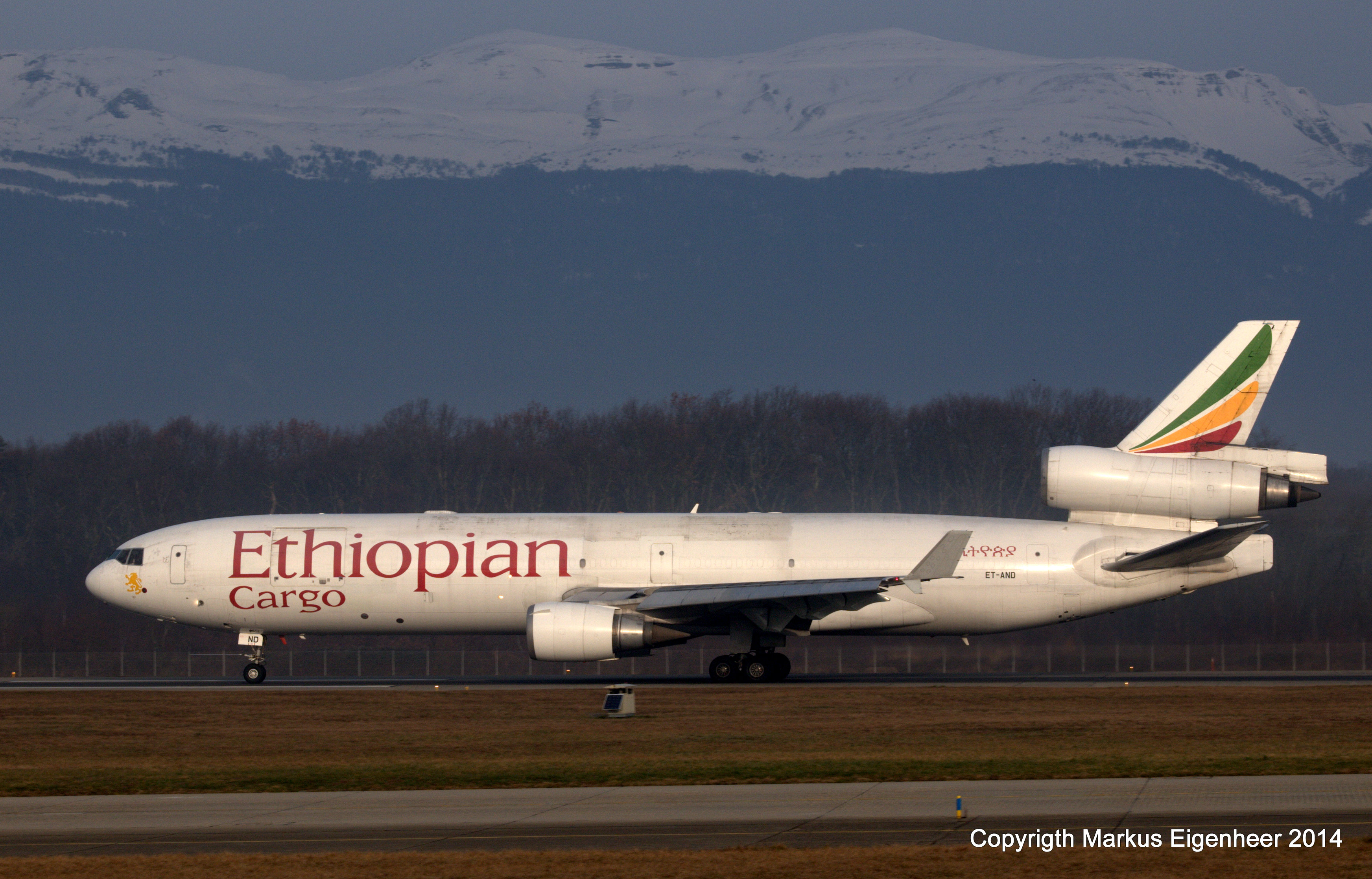
マクドネル・ダグラス MD-11F

## 就航都市
| エチオピア航空 就航都市（2023年現在）   | エチオピア航空 就航都市（2023年現在） | エチオピア航空 就航都市（2023年現在）          | エチオピア航空 就航都市（2023年現在） | エチオピア航空 就航都市（2023年現在） |
| --------------------------------------- | ------------------------------------- | ---------------------------------------------- | ------------------------------------- | ------------------------------------- |
| 国                                      | 都市                                  | 空港                                           | 備考                                  |                                       |
| 東アフリカ                              |                                       |                                                |                                       |                                       |
| エチオピア                              | アディスアベバ                        | ボレ国際空港                                   | ハブ空港                              |                                       |
| エチオピア                              | アルバ・ミンチ                        | アルバ・ミンチ空港                             |                                       |                                       |
| エチオピア                              | アソサ                                | アソサ空港                                     |                                       |                                       |
| エチオピア                              | アクスム                              | アクスム空港                                   |                                       |                                       |
| エチオピア                              | アワッサ                              | アワッサ空港                                   |                                       |                                       |
| エチオピア                              | バハルダール                          | ババルダール空港                               |                                       |                                       |
| エチオピア                              | デムビドロ                            | デムビドロ空港                                 |                                       |                                       |
| エチオピア                              | コンボルチャ                          | コンボルチャ空港                               |                                       |                                       |
| エチオピア                              | ディレ・ダワ                          | アバ・テナ・デジャズマッチ・イルマ国際空港     |                                       |                                       |
| エチオピア                              | ガンベラ                              | ガンベラ空港                                   |                                       |                                       |
| エチオピア                              | ベールローブ・ゴバ                    | ローブ空港                                     |                                       |                                       |
| エチオピア                              | ゴデ                                  | ゴデ空港                                       |                                       |                                       |
| エチオピア                              | ヒューメラ                            | ヒューメラ空港                                 |                                       |                                       |
| エチオピア                              | ジジガ                                | ジジガ空港                                     |                                       |                                       |
| エチオピア                              | ジンマ                                | アバ・セグド空港                               |                                       |                                       |
| エチオピア                              | ケブリ・ダハール                      | カブリダール空港                               |                                       |                                       |
| エチオピア                              | ラリベラ                              | ラリベラ空港                                   |                                       |                                       |
| エチオピア                              | メックエル                            | アルラ・アバ・ネガ空港                         |                                       |                                       |
| エチオピア                              | セメラ                                | セメラ空港                                     |                                       |                                       |
| ブルンジ                                | ブジュンブラ                          | ブジュンブラ国際空港                           |                                       |                                       |
| コモロ                                  | モロニ                                | プリンス・サイード・イブラヒーム国際空港       |                                       |                                       |
| ジブチ                                  | ジブチ                                | ジブチ国際空港                                 |                                       |                                       |
| エリトリア                              | アスマラ                              | アスマラ国際空港                               |                                       |                                       |
| ケニア                                  | ナイロビ                              | ジョモ・ケニヤッタ国際空港                     |                                       |                                       |
| マダガスカル                            | アンタナナリボ                        | イヴァト空港                                   |                                       |                                       |
| マダガスカル                            | ノシ・ベ                              | ファシーン空港                                 |                                       |                                       |
| マラウイ                                | ブランタイヤ                          | チレカ国際空港                                 |                                       |                                       |
| マラウイ                                | リロングウェ                          | リロングウェ国際空港                           |                                       |                                       |
| モザンビーク                            | ベイラ                                | ベイラ国際空港                                 |                                       |                                       |
| モザンビーク                            | マプト                                | マプト国際空港                                 |                                       |                                       |
| ルワンダ                                | キガリ                                | キガリ国際空港                                 |                                       |                                       |
| セーシェル                              | ヴィクトリア                          | セーシェル国際空港                             |                                       |                                       |
| ソマリア                                | ボサソ                                | ボサソ空港                                     |                                       |                                       |
| ソマリア                                | ガローウェ                            | ガローウェ空港                                 |                                       |                                       |
| ソマリア                                | モガディシュ                          | アデン・アッデ国際空港                         |                                       |                                       |
| ソマリランド(実効支配) ソマリア(名目上) | ハルゲイサ                            | ハルゲイサ国際空港                             |                                       |                                       |
| 南スーダン                              | ジュバ                                | ジュバ空港                                     |                                       |                                       |
| タンザニア                              | ダルエスサラーム                      | ジュリウス・ニエレレ国際空港                   |                                       |                                       |
| タンザニア                              | アルーシャ                            | キリマンジャロ国際空港                         |                                       |                                       |
| タンザニア                              | ザンジバルシティ                      | アビード・アマニ・カルーム国際空港             |                                       |                                       |
| ウガンダ                                | エンテベ                              | エンテベ国際空港                               |                                       |                                       |
| ザンビア                                | ルサカ                                | ルサカ国際空港                                 |                                       |                                       |
| ザンビア                                | リヴィングストン                      | ハリー・ムワンガ・ンクンブラ国際空港           |                                       |                                       |
| ザンビア                                | ンドラ                                | シモン・ムワンサ・カプウェプウェ国際空港       |                                       |                                       |
| ジンバブエ                              | ハラレ                                | ハラレ国際空港                                 |                                       |                                       |
| ジンバブエ                              | ヴィクトリアフォールズ                | ヴィクトリアフォールズ空港                     |                                       |                                       |
| 西アフリカ                              |                                       |                                                |                                       |                                       |
| ベナン                                  | コトヌー                              | カジェフォウン空港                             |                                       |                                       |
| ブルキナファソ                          | ワガドゥグー                          | ワガドゥグー空港                               |                                       |                                       |
| コートジボワール                        | アビジャン                            | フェリックス・ウフェ＝ボワニ国際空港           |                                       |                                       |
| ガーナ                                  | アクラ                                | コトカ国際空港                                 |                                       |                                       |
| ギニア                                  | コナクリ                              | コナクリ国際空港                               |                                       |                                       |
| マリ                                    | バマコ                                | バマコ・セヌー国際空港                         |                                       |                                       |
| ニジェール                              | ニアメ                                | ディオリ・アマニ国際空港                       |                                       |                                       |
| ナイジェリア                            | アブジャ                              | ンナムディ・アジキウェ国際空港                 |                                       |                                       |
| ナイジェリア                            | カノ                                  | マラム・アミヌ・カノ国際空港                   |                                       |                                       |
| ナイジェリア                            | エヌグ                                | アカヌ・イビアム国際空港                       |                                       |                                       |
| ナイジェリア                            | ラゴス                                | ムルタラ・モハンマド国際空港                   |                                       |                                       |
| セネガル                                | ヨフ                                  | レオポール・セダール・サンゴール国際空港       |                                       |                                       |
| トーゴ                                  | ロメ                                  | ロメ空港                                       |                                       |                                       |
| 中部アフリカ                            |                                       |                                                |                                       |                                       |
| アンゴラ                                | ルアンダ                              | クアトロ・デ・フェベレイロ空港                 |                                       |                                       |
| カメルーン                              | ドゥアラ                              | ドゥアラ国際空港                               |                                       |                                       |
| カメルーン                              | ガルア                                | ガルア国際空港                                 |                                       |                                       |
| カメルーン                              | ヤウンデ                              | ヤウンデ・ンシマレン国際空港                   |                                       |                                       |
| コンゴ民主共和国                        | ゴマ                                  | ゴマ国際空港                                   |                                       |                                       |
| コンゴ民主共和国                        | ルブンバシ                            | ルブンバシ国際空港                             |                                       |                                       |
| コンゴ共和国                            | ポワントノワール                      | ポワントノワール空港                           |                                       |                                       |
| コンゴ共和国                            | ブラザヴィル                          | マヤマヤ空港                                   |                                       |                                       |
| 赤道ギニア                              | マラボ                                | マラボ国際空港                                 |                                       |                                       |
| ガボン                                  | リーブルヴィル                        | リーブルヴィル国際空港                         |                                       |                                       |
| チャド                                  | ンジャメナ                            | ンジャメナ国際空港                             |                                       |                                       |
| 南アフリカ                              |                                       |                                                |                                       |                                       |
| ボツワナ                                | ハボローネ                            | セレツェカーマ国際空港                         |                                       |                                       |
| ナミビア                                | ウィントフック                        | ウィンドフック・ホセア・クタコ国際空港         |                                       |                                       |
| 南アフリカ共和国                        | ヨハネスブルグ                        | O・R・タンボ国際空港                           |                                       |                                       |
| 南アフリカ共和国                        | ケープタウン                          | ケープタウン国際空港                           |                                       |                                       |
| 北アフリカ                              |                                       |                                                |                                       |                                       |
| エジプト                                | カイロ                                | カイロ国際空港                                 |                                       |                                       |
| スーダン                                | ハルツーム                            | ハルツーム国際空港                             |                                       |                                       |
| 東アジア                                |                                       |                                                |                                       |                                       |
| 中国                                    | 北京                                  | 北京首都国際空港                               |                                       |                                       |
| 中国                                    | 成都                                  | 成都双流国際空港                               |                                       |                                       |
| 中国                                    | 上海                                  | 上海浦東国際空港                               |                                       |                                       |
| 中国                                    | 広州                                  | 広州白雲国際空港                               |                                       |                                       |
| 香港                                    | 香港                                  | 香港国際空港                                   |                                       |                                       |
| 日本                                    | 東京                                  | 成田国際空港                                   | ソウル経由                            |                                       |
| 大韓民国                                | ソウル                                | 仁川国際空港                                   |                                       |                                       |
| 東南アジア                              |                                       |                                                |                                       |                                       |
| インドネシア                            | ジャカルタ                            | スカルノ・ハッタ国際空港                       |                                       |                                       |
| マレーシア                              | クアラルンプール                      | クアラルンプール国際空港                       |                                       |                                       |
| フィリピン                              | マニラ                                | ニノイ・アキノ国際空港                         |                                       |                                       |
| シンガポール                            | シンガポール                          | シンガポール・チャンギ国際空港                 |                                       |                                       |
| タイ                                    | バンコク                              | スワンナプーム国際空港                         |                                       |                                       |
| ベトナム                                | ハノイ                                | ノイバイ国際空港                               |                                       |                                       |
| 南アジア                                |                                       |                                                |                                       |                                       |
| インド                                  | ベンガルール                          | ケンペゴウダ国際空港                           |                                       |                                       |
| インド                                  | チェンナイ                            | チェンナイ国際空港                             |                                       |                                       |
| インド                                  | デリー                                | インディラ・ガンディー国際空港                 |                                       |                                       |
| インド                                  | ムンバイ                              | チャットラパティー・シヴァージー国際空港       |                                       |                                       |
| パキスタン                              | カラチ                                | ジンナー国際空港                               |                                       |                                       |
| 西アジア                                |                                       |                                                |                                       |                                       |
| アラブ首長国連邦                        | ドバイ                                | ドバイ国際空港                                 |                                       |                                       |
| アラブ首長国連邦                        | シャールジャ                          | シャールジャ国際空港                           |                                       |                                       |
| バーレーン                              | マナーマ                              | バーレーン国際空港                             |                                       |                                       |
| イスラエル                              | テルアビブ                            | ベン・グリオン国際空港                         |                                       |                                       |
| ヨルダン                                | アンマン                              | クィーンアリア国際空港                         |                                       |                                       |
| クウェート                              | クウェート                            | クウェート国際空港                             |                                       |                                       |
| レバノン                                | ベイルート                            | ラフィク・ハリリ国際空港                       |                                       |                                       |
| オマーン                                | マスカット                            | マスカット国際空港                             |                                       |                                       |
| サウジアラビア                          | ダンマーム                            | キング・ファハド国際空港                       |                                       |                                       |
| サウジアラビア                          | ジッダ                                | キング・アブドゥルアズィーズ国際空港           |                                       |                                       |
| サウジアラビア                          | リヤド                                | キング・ハーリド国際空港                       |                                       |                                       |
| カタール                                | ドーハ                                | ハマド国際空港                                 |                                       |                                       |
| ヨーロッパ                              |                                       |                                                |                                       |                                       |
| オーストリア                            | ウィーン                              | ウィーン国際空港                               |                                       |                                       |
| ベルギー                                | ブリュッセル                          | ブリュッセル国際空港                           |                                       |                                       |
| ベルギー                                | リエージュ                            | リエージュ空港                                 |                                       |                                       |
| デンマーク                              | コペンハーゲン                        | コペンハーゲン空港                             |                                       |                                       |
| フランス                                | パリ                                  | シャルル・ド・ゴール国際空港                   |                                       |                                       |
| フランス                                | マルセイユ                            | マルセイユ・プロヴァンス空港                   |                                       |                                       |
| ドイツ                                  | フランクフルト                        | フランクフルト空港                             |                                       |                                       |
| ギリシャ                                | アテネ                                | アテネ国際空港                                 |                                       |                                       |
| アイルランド                            | ダブリン                              | ダブリン空港                                   |                                       |                                       |
| イタリア                                | ローマ                                | レオナルド・ダ・ヴィンチ国際空港               |                                       |                                       |
| イタリア                                | ミラノ                                | ミラノ・マルペンサ国際空港                     |                                       |                                       |
| ノルウェー                              | オスロ                                | オスロ空港                                     |                                       |                                       |
| ポルトガル                              | リスボン                              | ポルテラ空港                                   |                                       |                                       |
| ロシア                                  | モスクワ                              | ドモジェドヴォ空港                             |                                       |                                       |
| スペイン                                | マドリード                            | アドルフォ・スアレス・マドリード＝バラハス空港 |                                       |                                       |
| スウェーデン                            | ストックホルム                        | ストックホルム・アーランダ空港                 |                                       |                                       |
| スイス                                  | ジュネーヴ                            | ジュネーヴ・コアントラン国際空港               |                                       |                                       |
| スイス                                  | チューリッヒ                          | チューリッヒ空港                               |                                       |                                       |
| イギリス                                | ロンドン                              | ロンドン・ヒースロー空港                       |                                       |                                       |
| イギリス                                | マンチェスター                        | マンチェスター空港                             |                                       |                                       |
| トルコ                                  | イスタンブール                        | イスタンブール空港                             |                                       |                                       |
| 北アメリカ                              |                                       |                                                |                                       |                                       |
| カナダ                                  | トロント                              | トロント・ピアソン国際空港                     |                                       |                                       |
| アメリカ合衆国                          | シカゴ                                | シカゴ・オヘア国際空港                         |                                       |                                       |
| アメリカ合衆国                          | ニューアーク                          | ニューアーク・リバティー国際空港               |                                       |                                       |
| アメリカ合衆国                          | ニューヨーク                          | ジョン・F・ケネディ国際空港                    |                                       |                                       |
| アメリカ合衆国                          | ワシントンD.C.                        | ワシントン・ダレス国際空港                     |                                       |                                       |
| メキシコ                                | メキシコシティ                        | メキシコ・シティ国際空港                       |                                       |                                       |
| 南アメリカ                              |                                       |                                                |                                       |                                       |
| ブラジル                                | サンパウロ                            | グアルーリョス国際空港                         |                                       |                                       |
| チリ                                    | サンティアゴ・デ・チレ                | アルトゥーロ・メリノ・ベニテス国際空港         |                                       |                                       |
| コロンビア                              | ボゴタ                                | エルドラド国際空港                             |                                       |                                       |

## コードシェア
エチオピア航空は以下の航空会社とコードシェア契約を結んでいる。
 スターアライアンス加盟会社 
- 中国国際航空
- エア・インディア
- アシアナ航空
- シンガポール航空
- エア・インディア
- 深圳航空
- 全日本空輸
- ルフトハンザドイツ航空
- スカンジナビア航空
- オーストリア航空
- エーゲ航空
- TAPポルトガル航空
- エア・カナダ
- ユナイテッド航空
- ターキッシュエアラインズ
- エジプト航空
- タイ国際航空

 その他の会社 
- マレーシア航空（ワンワールド）
- エア・ヨーロッパ（スカイチーム）
- ITAエアウェイズ（スカイチーム）
- サウディア（スカイチーム）
- ルワンダ航空
- LAMモザンビーク航空
- ASKY航空
- ナミビア航空
- エール・コートジボワール
- アズールブラジル航空
- クウェート航空
- オマーン・エア
- エル・アル航空
- ガルフ・エア
- エリトリア航空

## サービス

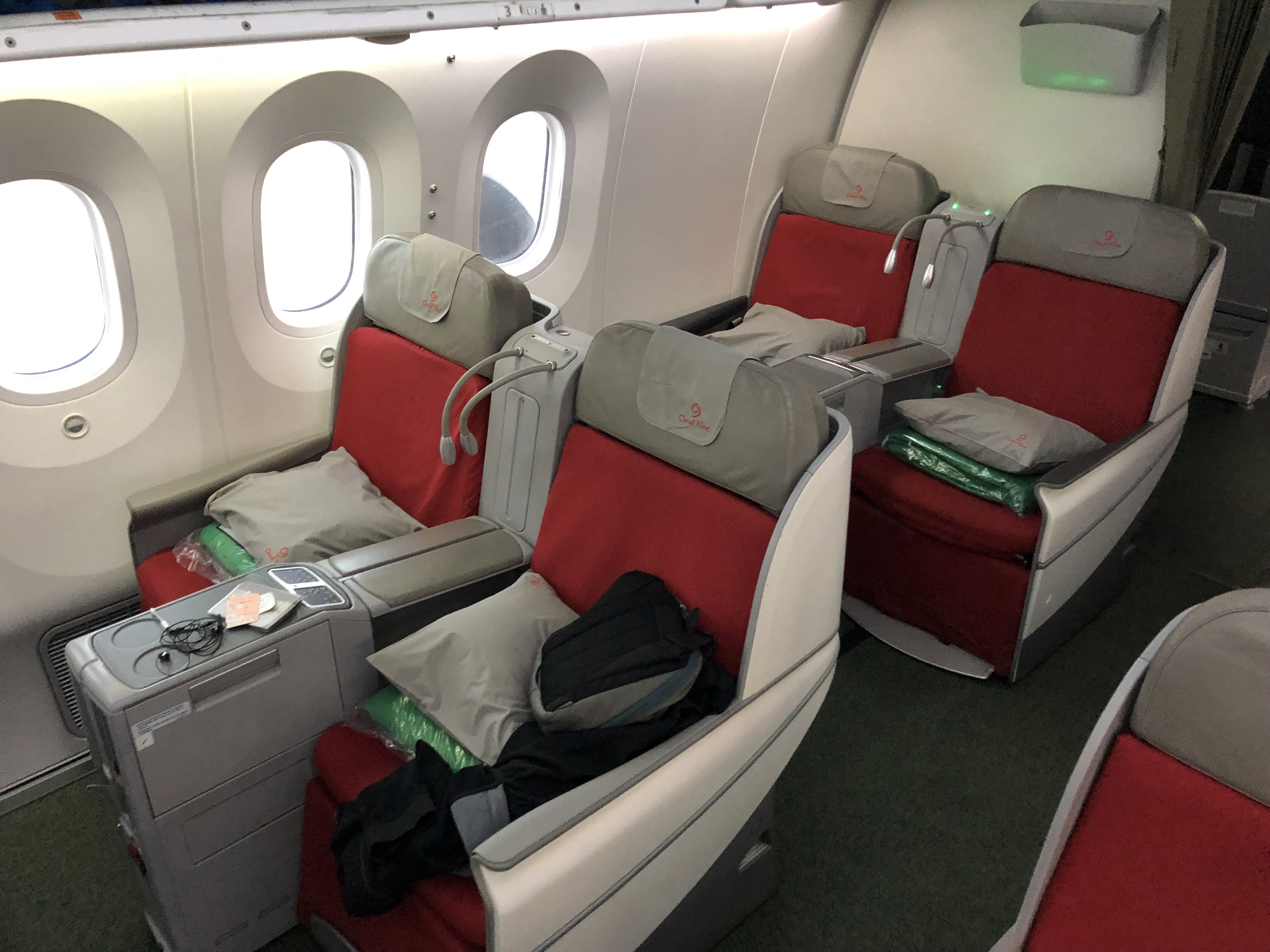
ボーイング787-8のクラウドナイン

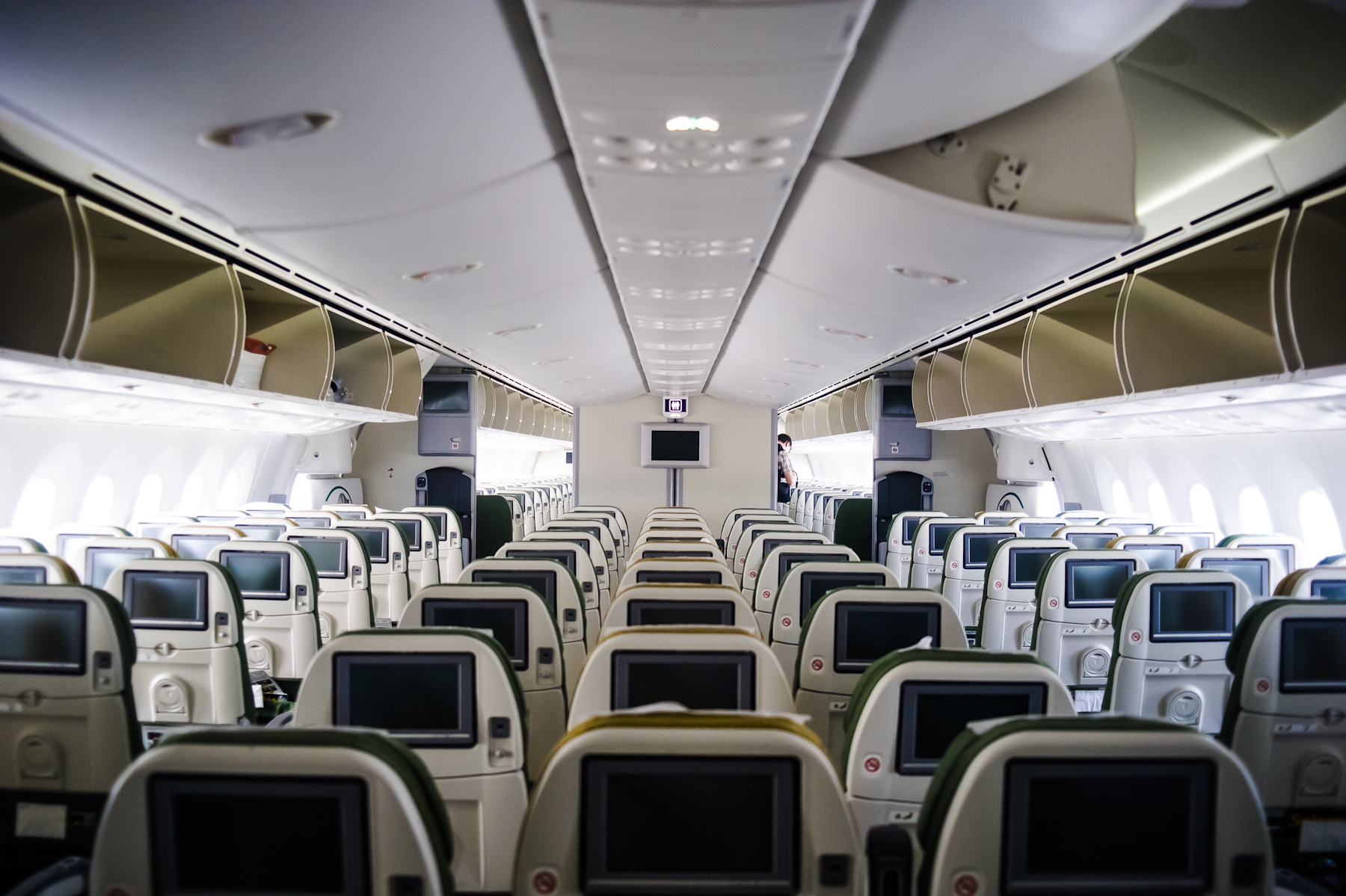
ボーイング787-8のエコノミークラス

エチオピア航空にはクラウドナインとエコノミークラスの2クラスがある。この2クラスは大半の便で利用可能だが、一部のDHC-8-Q400はエコノミークラスのみの設定となっている。

### 飲食サービス
全フライトの全クラスで、機内食と無料のドリンクを提供してれる。機内食は飛行時間や時間帯に応じて提供される。追加料金を払えば、特別な飲み物を注文することもできる。また特別な食事を希望する乗客のために様々なメニューを提供している。

### 機内エンターテイメント
クラウドナイン
ビジネスクラス座席。睡眠用シートや15.4インチのIFE画面で85チャンネルを視聴できるオンデマンドのオーディオ・ビデオサービス、ワイヤレスストリーミングを提供している。
エコノミークラス
軽食からフルコースまで、飛行時間や時間帯に応じて様々な食事やアメニティが用意される。リクライニングシートや80チャンネル、8.9インチのスクリーンを備えたオンデマンド・オーディオ・ビデオサービスが利用できる。

### ラウンジ
ボレ国際空港で、2つのラウンジを運営している。両ラウンジでは、フライトに関するあらゆる問い合わせに対応するためのカスタマーサービスが利用できる。
クラウドナイン・ラウンジはアディスアベバ発のクラウドナイン利用客専用のラウンジである。ただしアディスアベバ発の乗継便がエコノミークラスの場合は利用ができない。各種飲食物やアメニティ、パソコン、テレビ、ワイヤレス接続が利用でき、また、各便の出発時刻をカスタマーサービスが直接アナウンスを行う。
シーバマイル・シルバーラウンジは、シルバー会員カードを所持しているシーバマイル会員が利用できるラウンジ。各種軽食やパソコン、テレビが利用できる。

## 事故・事件
- エチオピア航空708便ハイジャック事件
- エチオピア航空604便不時着事故
- エチオピア航空961便ハイジャック墜落事件
- エチオピア航空702便ハイジャック事件
- エチオピア航空409便墜落事故
- エチオピア航空302便墜落事故
- エチオピア航空3739便火災事故